# Vasilij Vasil'evič Rozanov

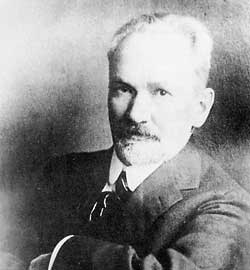
Vasilij Vasil'evič Rozanov

(V. V. Rozanov, Foglie cadute)
Vasilij Vasil'evič Rozanov (in russo Василий Васильевич Розанов?; Vetluga, 20 aprile 1856 – Sergiev Posad, 5 febbraio 1919) è stato uno scrittore e filosofo russo.

## Biografia[2]
Nato nella provincia di Kostroma in una famiglia piccolo-borghese, dopo gli studi ginnasiali passò all'Università di Mosca, laureandosi in storia, e trascorse diversi anni a insegnare, senza alcun interesse, storia e geografia in varie città della provincia russa. Nel novembre del 1880 sposò Apollinarija Prokof'evna Suslova, una donna quarantenne che era stata amante di Dostoevskij, adombrata dallo scrittore nel personaggio di Polina, ne Il giocatore.
La Suslova sarebbe stata «una donna fredda e altera, una creatura infernale, con misteriosi abissi di crudeltà e sensualità»: dopo sei anni la donna abbandonò Rozanov per un altro uomo, ma si rifiutò sempre di concedergli il divorzio. Per questo motivo Rozanov non poté sposare Varvara Dmitrievna Rudneva con la quale visse per il resto della sua vita, dopo averla incontrata a Elec.
Nel 1886 scrisse il suo primo libro, La comprensione, una polemica contro il positivismo e l'agnosticismo, che non ebbe alcun successo ma gli procurò le simpatie dei conservatori e di Nikolaj Nikolaevič Strachov in particolare, che gli procurò un impiego pubblico a San Pietroburgo. Qui apparve nel 1890 il saggio La leggenda del Grande Inquisitore di F.M. Dostoevskij, il primo di una serie di centinaia di commenti su opere letterarie russe. Rozanov fu particolarmente interessato all'opera di Dostoevskij, considerando le Memorie dal sottosuolo il centro della produzione dostevskiana, espressione di un «morboso anelito alla libertà totale, inclusa la libertà di non volere la felicità». Nei suoi commenti su Gogol', egli sostiene che lo scrittore non sia un realista e che la successiva grande letteratura russa sia una reazione all'opera di Gogol'.
Sostenitore dell'autocrazia e convinto nazionalista, ammiratore del decadentismo e del simbolismo , nel 1899 venne assunto come collaboratore dall'editore del giornale reazionario Novoe vremja ("Tempo nuovo") Aleksej Sergeevič Suvorin. Gli elevati compensi per i suoi articoli gli permisero di mettere fine a una vita di stenti, tanto più che egli collaborò, sotto pseudonimo, anche con il giornale progressista Russkoe slovo, contraddicendo, nelle sue note politiche, quello che scriveva sul Novoe vremja.
Di qui, gli venne l'accusa di doppiezza, di ipocrisia  e di «pazzia morale», rivoltagli da Struve.
Rozanov ebbe pochi contatti con gli intellettuali russi del suo tempo: si considerò debitore dello scrittore simbolista Romanov, che si firmava con lo pseudonimo di Rtsy, e del filosofo spiritualista Fëdor Šperk, morto giovane, che egli arrivò a considerare «un genio».
Rozanov può considerarsi un rappresentante dello spiritualismo russo del primo Novecento. La sua avversione per la Rivoluzione russa è descritta nell'Apocalisse del nostro tempo, del 1918, tradotta in varie lingue. In questa sua ultima opera, composta quando ormai era ridotto in miseria, esponeva il suo rimpianto e dolore per la distruzione dell'antica Russia.

## Pensiero
Tutta l'opera di Rozanov generò spesso scandali e polemiche soprattutto per le sue convinzioni contraddittorie sulla religione espresse ossessivamente e talora con un'ingenua volgarità come quella che compare nel libello antisemita L'Europa e gli ebrei del 1914.
Per questo suo modo di filosofare ma soprattutto per la sua continua contestazione del cristianesimo e del razionalismo moderno Rozanov è stato chiamato il "Nietzsche russo". Ma in effetti per lui i veri valori non sono quelli nicciani della forza e della volontà di potenza ma quelli che si incarnano nella vita di ogni giorno e in specie nella famiglia, fonte di rapporti umani e della generazione di nuove esistenze.
Il suo sincero umanitarismo, che si esprime nella fiducia nella naturale bontà dell'uomo, è il fondamento della sua filosofia che si estende alla concezione di una religione cosmica dove la vita e il sesso sono le forze espansive che connettono l'uomo alla Natura nella sua totalità.
Accesa la sua critica al cristianesimo occidentale, alla sua configurazione storica e alla figura di Cristo visto come il fondatore di una religione che allontana l'uomo dal mondo e dalla vita. Rozanov auspica invece un ritorno all'Antico Testamento, dove il sesso e la procreazione erano considerati valori umani, e alle religioni pagane.
Problematico il suo rapporto con il cristianesimo che contesta ma da cui è affascinato come anche la sua visione della natura che oscilla tra un panteismo pagano e il sofianismo russo.

## Opere tradotte in italiano
- La leggenda del Grande Inquisitore, Marietti 1820, Genova, 1989
- Note di viaggio, a cura di Caterina Maria Fiannacca, L'argonauta, Latina, 1997
- Da motivi orientali, a cura di Alberto Pescetto, introduzione di Jacques Michaut, Adelphi, Milano, 1988.
- L'apocalisse del nostro tempo, a cura di Alberto Pescetto con introduzione di Jacques Michant, Adelphi, Milano 1979
- Foglie cadute. Solitaria - Prima Cesta - Una cosa mortale, a cura di Alberto Pescetto con un saggio di Angelo Maria Ripellino, Adelphi, Milano, 1976.
- Per eremi silenziosi, trad. di Gian Luigi Giacone, Lindau, Torino, 2010 (traduzione parziale di Temnyj lik (Il volto oscuro), 1911)